# Lycée Jacques-Callot
Le lycée Jacques-Callot est un établissement d'enseignement secondaire public se trouvant à Vandœuvre-lès-Nancy, en Meurthe-et-Moselle. Avec le collège Jacques-Callot il forme une cité scolaire.

## Historique
Le lycée Jacques-Callot a ouvert ses portes pour la rentrée de septembre 1962. Il porte le nom du graveur lorrain Jacques Callot.

## Enseignement
Le lycée propose sept spécialités dans le cadre du baccalauréat : Histoire-GéographieGéopolitique Sciences Politiques (HGGSP) , HumanitésLittérature Philosphie (HLP), Langues, littératures et cultures étrangères(LLCE), Mathématiques, Physique-Chimie, Sciences économiques et sociales (SES) et Sciences de la vie et de la Terre (SVT).
Le lycée dispose également d'une section technologique Sciences et technologies du management et de la gestion (STMG).
En termes d'ouverture à l'international le lycée Jacques-Callot propose deux sections européennes : l'une en anglais et l'autre en espagnol.
Le lycée dispose également des options : Latin ; Arts Plastiques

## Résultats et classement
En 2020 98,04% des élèves de Terminale ont obtenu leur baccalauréat toutes filières confondues :
- série ES : 100 %
- série L : 97,67 %
- série S : 97,14 %
- série STMG  : 98,04 %

Selon le classement 2018 de L'Express, le lycée Jacques-Callot obtient une note de 12,8 sur 20 ce qui le place au 10e rang des 26 lycées du département de Meurthe-et-Moselle.

## Initiatives d'enseignement et de formation spécifiques

### Années 1970
En 1972, dans un objectif novateur d'initiation à l'informatique des élèves et enseignants intéressés, le lycée Jacques-Callot à Vandœuvre-lès-Nancy fut éligible à l'opération dite « Expérience des 58 lycées » décidée par le ministère de l'Éducation nationale : utilisation de logiciels, conception de programmes en langage LSE en club informatique de lycée,, pour 58 établissements de l’enseignement secondaire.
À cet effet, dans une première phase, quelques professeurs du lycée, enseignants de diverses disciplines, furent préalablement formés de manière lourde à la programmation informatique. Puis, dans une seconde phase, l'établissement fut doté d'un ensemble informatique en temps partagé comprenant : un mini-ordinateur français CII Mitra 15 avec disque dur et lecteur de disquettes 8 pouces, plusieurs terminaux écrans claviers Sintra TTE en temps partagé, un téléimprimeur Teletype ASR-33 (en) et le langage LSE implémenté ; tous ces moyens ayant permis de mettre en œuvre sur le terrain cette démarche expérimentale, avec du matériel informatique ultra-moderne pour l'époque.

## Personnalités liées au lycée

### Anciens élèves
- Gérard Croissant, religieux français